# Вечеринка (фильм, 2017)
«Вечеринка» (англ. The Party) — британская трагикомедия режиссёра Салли Поттер. Участник конкурсной программы 67-го Берлинского международного кинофестиваля 2017. Выход в широкий прокат в России запланирован на 21 декабря 2017 года.

## Сюжет
Давние друзья собираются в доме главной героини, члена парламента, только что ставшей министром здравоохранения в теневом кабинете.
Все искренне рады за неё и готовы шумно и весело отпраздновать этот замечательный и совершенно заслуженный карьерный рывок. Но неожиданное заявление хозяина дома, старого профессора, «взрывает» ситуацию — из всех шкафов начинают выпадать скелеты, любовь оборачивается ненавистью, дружба — коварством, верность — предательством, и никто уже не понимает, как жить дальше, да и стоит ли…

## В ролях
| Актёры              | Персонажи                                                               |
| ------------------- | ----------------------------------------------------------------------- |
| Кристин Скотт Томас | Джанет, член парламента, «теневой» министр здравоохранения              |
| Тимоти Сполл        | Билл, муж Джанет, профессор-историк                                     |
| Патриша Кларксон    | Эйприл, давняя подруга Джанет                                           |
| Бруно Ганц          | Готтфрид, муж Эйприл, ароматерапевт                                     |
| Черри Джонс         | Марта, давняя приятельница Билла, профессор-социолог, подруга Джинни    |
| Эмили Мортимер      | Джинни, подруга Марты                                                   |
| Киллиан Мёрфи       | Том, преуспевающий банкир, муж опаздывающей на вечеринку коллеги Джанет |

## Критика
Фильм получил положительные отзывы кинокритиков. На сайте Rotten Tomatoes фильм имеет рейтинг 81 % на основе 150 рецензий со средним баллом 6,96 из 10. На сайте Metacritic фильм имеет оценку 73 из 100 на основе 31 рецензии критиков, что соответствует статусу «в целом положительные отзывы».